# Insurrection de la RENAMO
 (juin 2023).
La mise en forme du texte ne suit pas les recommandations de Wikipédia : il faut le « wikifier ».
Les points d'amélioration suivants sont les cas les plus fréquents. Le détail des points à revoir est peut-être précisé sur la page de discussion.
- Les titres sont pré-formatés par le logiciel. Ils ne sont ni en capitales, ni en gras.
- Le texte ne doit pas être écrit en capitales (les noms de famille non plus), ni en gras, ni en italique, ni en « petit »…
- Le gras n'est utilisé que pour surligner le titre de l'article dans l'introduction, une seule fois.
- L'italique est rarement utilisé : mots en langue étrangère, titres d'œuvres, noms de bateaux, etc.
- Les citations ne sont pas en italique mais en corps de texte normal. Elles sont entourées par des guillemets français : « et ».
- Les listes à puces sont à éviter, des paragraphes rédigés étant largement préférés. Les tableaux sont à réserver à la présentation de données structurées (résultats, etc.).
- Les appels de note de bas de page (petits chiffres en exposant, introduits par l'outil «  Source ») sont à placer entre la fin de phrase et le point final[comme ça].
- Les liens internes (vers d'autres articles de Wikipédia) sont à choisir avec parcimonie. Créez des liens vers des articles approfondissant le sujet. Les termes génériques sans rapport avec le sujet sont à éviter, ainsi que les répétitions de liens vers un même terme.
- Les liens externes sont à placer uniquement dans une section « Liens externes », à la fin de l'article. Ces liens sont à choisir avec parcimonie suivant les règles définies. Si un lien sert de source à l'article, son insertion dans le texte est à faire par les notes de bas de page.
- La présentation des références doit suivre les conventions bibliographiques. Il est recommandé d'utiliser les modèles {{Ouvrage}}, {{Chapitre}}, {{Article}}, {{Lien web}} et/ou {{Bibliographie}}. Le mode d'édition visuel peut mettre en forme automatiquement les références.
- Insérer une infobox (cadre d'informations à droite) n'est pas obligatoire pour parachever la mise en page.

Pour une aide détaillée, merci de consulter Aide:Wikification.
Si vous pensez que ces points ont été résolus, vous pouvez retirer ce bandeau et améliorer la mise en forme d'un autre article.
L'insurrection de la RENAMO est un conflit qui oppose des combattants du parti RENAMO au gouvernement mozambicain d'avril 2013 à décembre 2021,. L'insurrection est une réplique de la guerre civile mozambicaine dont il a résulté un regain de tensions entre la RENAMO et la coalition mozambicaine au pouvoir, le FRELIMO, au sujet d'accusations de corruption d'État et des résultats contestés des élections générales de 2014 (en),.
Un premier cessez-le-feu est annoncé entre le gouvernement et les rebelles en septembre 2014. Cependant, le regain de tensions déclenche des nouvelles violences à la mi-2015.
Le 1er août 2019, le président Filipe Nyusi et le chef de la RENAMO, Ossufo Momade (en) signent un accord de paix dans la base militaire reculée de la RENAMO dans les montagnes de Gorongosa afin de mettre fin aux hostilités. Un autre accord de paix est ensuite signé par Nyusi et Momade sur la place de la paix de Maputo le 6 août 2019 . La plupart des combattants de la RENAMO rendent leurs armes lors du traité  mais une faction dissidente connue sous le nom de « Junte Militaire RENAMO » (RMJ) poursuivi son insurrection. En février 2021, la plupart des combattants restants de la RMJ se sont rendus, bien que quelques résistants restent cachés dans la brousse sans lancer de nouvelles attaques,. La RMJ est dissoute en décembre 2021, lorsque ses derniers membres se rendent.

## Contexte
La Resistência Nacional Moçambicana (RENAMO) est formée en 1975 après l'indépendance du Mozambique vis à vis du Portugal et incorpore un certain nombre de recrues diverses réunies par leur opposition au nouveau gouvernement marxiste à la tête du pays, le FRELIMO, y compris d'anciennes troupes coloniales mécontentes, des déserteurs de l'armée post-indépendance et forces de sécurité. Ils se structurent en unités de combat cohésive par la Rhodesian Central Intelligence Organisation et la Rhodesian SAS. Les effectifs de la RENAMO atteignent environ 2 000 combattants à la fin de 1979. Les militants agissent comme éclaireurs pour les unités militaires rhodésiennes aidant à l'élaboration de raids au Mozambique, d'attaques contre les principales positions militaires et au sabotage d'infrastructures à partir d'octobre 1979. L'aile politique de la RENAMO exploite également une station de radio, la Voix de l'Afrique libre, diffusant de la propagande anticommuniste depuis la Rhodésie. Les combats s'intensifient fortement entre 1982 et 1984, au cours desquels la RENAMO attaque et détruit les voies de communication, le réseau routier et ferroviaire et des infrastructures économiques vitales. Elle fusionne pendant cette période avec le Parti révolutionnaire du Mozambique (en) (PRM), un autre groupe militant anti-FRELIMO, et reçoit une formation et un soutien du gouvernement sud-africain de l'apartheid. Le conflit commençant avec faible intensité se transforme en une véritable insurrection, puis en une guerre civile majeure qui tue jusqu'à un million de Mozambicains et créé une importante crise de réfugiés en Afrique australe. À la fin des années 1980, la RENAMO contrôle environ 25 % de la superficie du Mozambique, en particulier autour des provinces de Manica, Sofala et Zambézie.
La fin de la guerre froide et l'accession du FRELIMO aux demandes de la RENAMO pour une démocratie multipartite en 1990 assure un cessez-le-feu et des négociations bilatérales parrainées par les gouvernements occidentaux. Les deux parties conclus la paix avec les Accords généraux de paix de Rome le 4 octobre 1992. Un grand nombre de combattants des deux côtés sont démobilisés en conséquence. Une élection (en) tenue en 1994 donne environ 33,7% des voix au candidat présidentiel de la RENAMO, Afonso Dhlakama. Dhlakama remporte également 112 sièges parlementaires et une majorité décisive dans cinq des onze provinces du pays. Les résultats des élections, étroitement surveillés par les Nations Unies, sont déclarés libres et équitables.
Au cours du second tour des élections générales de 1999 (en), au cours duquel le FRELIMO obtient une majorité beaucoup plus faible des voix, la RENAMO conteste les processus électoraux et dénonce une fraude électorale généralisée,. Tout au long de l'année 2000, un certain nombre de manifestations pro-RENAMO ont lieu dans les principales villes mozambicaines telles que Maputo et Beira. Le gouvernement juge les manifestations illégales et certains manifestants sont tués par les forces de sécurité. A Montepuez, des affrontements de rue entre manifestants et forces de l'ordre font une centaine de morts. Quatre-vingts autres personnes meurt en garde à vue. Certains manifestants ont commencé à vandaliser des biens d'État et à occuper des bâtiments officiels, tandis qu'une foule de partisans du FRELIMO dirigée par des vétérans de la guerre civile ont riposté en détruisant le siège de la RENAMO. Le climat politique tendu est de nouveau ébranlé lorsque des hommes armés non identifiés font irruption dans un poste de police à Nampula, tuant cinq personnes. Le FRELIMO affirme que les dissidents de la RENAMO en sont responsables. En janvier 2002, le gouvernement juge plusieurs partisans de la RENAMO pour insurrection armée.
La contestation de l'élection générale en 1999 et l'éclatement de violence en 2000, ainsi que la nomination de nouveaux gouverneurs de province, tous partisans connus du FRELIMO, entraînent une rupture continue des relations entre les deux anciens belligérants.
Depuis lors, l'adhésion à la RENAMO diminue lors des élections et Afonso Dhlakama commence en octobre 2012 à réentraîner des anciens vétérans en appelant à un « nouvel ordre politique ». Cela fait suite à des plaintes selon lesquelles le système politique n'est pas suffisamment inclusif et que les bénéfices du développement économique ne sont pas partagés équitablement. La RENAMO reprend donc les armes, invoquant des craintes pour la sécurité de son chef,.

## Chronologie

### Résurgence (avril 2013 - août 2014)
L'activité de la RENAMO reprend en avril 2013, lorsqu'un affrontement armé éclate avec une attaque contre un poste de police à Muxungue.
La RENAMO participe à deux affrontements en août 2013, revendiquant la mort de 36 soldats et policiers mozambicains; les chiffres des médias locaux sont nettement inférieurs en comparaison, ne signalant que 2 décès.
Le 21 octobre 2013, un raid gouvernemental sur la base de la RENAMO dans la province de Sofala entraine la mort d'un rebelle.
En janvier 2014, 1 personne est tuée et 5 blessées dans une embuscade à Muxungue par la RENAMO. Début janvier 2014, six autres membres des forces mozambicaines de défense et de sécurité sont tués dans le district d'Homoine.
Des membres de la RENAMO sont soupçonnés d'avoir tué quatre policiers et d'en avoir blessé cinq autres dans le district de Gorongosa début mars 2014.
Un « cessez-le-feu unilatéral », décrété par Afonso Dhlakama, est annoncé le 7 mai 2014.
Le 15 mai, deux policiers sont tués par des combattants dans le district de Mocuba.
Les 31 mai et 1er juin, la RENAMO affirme avoir tué 20 militaires dans la région de Muxungue. Le 2 juin, Antonio Muchanga (le porte-parole de l'organisation) affirme qu'« à ce jour, il n'y a aucune garantie de mouvement ». L'explication de la RENAMO pour la transgression de la trêve est une affirmation selon laquelle le gouvernement masse des forces à Gorongosa (en) afin d'assassiner Dhlakama, qui vivait dans une base sur les pentes de la chaîne de montagnes de Gorongosa.
Le 4 juin, 3 personne sont tués dans l'attaque d'un convoi de véhicules sur l'autoroute principale nord-sud. Plus tôt cette semaine, 7 personnes sont blessées au même endroit par la RENAMO dans des circonstances similaires.

### Premiers cessez-le-feu (août 2014 - février 2015)

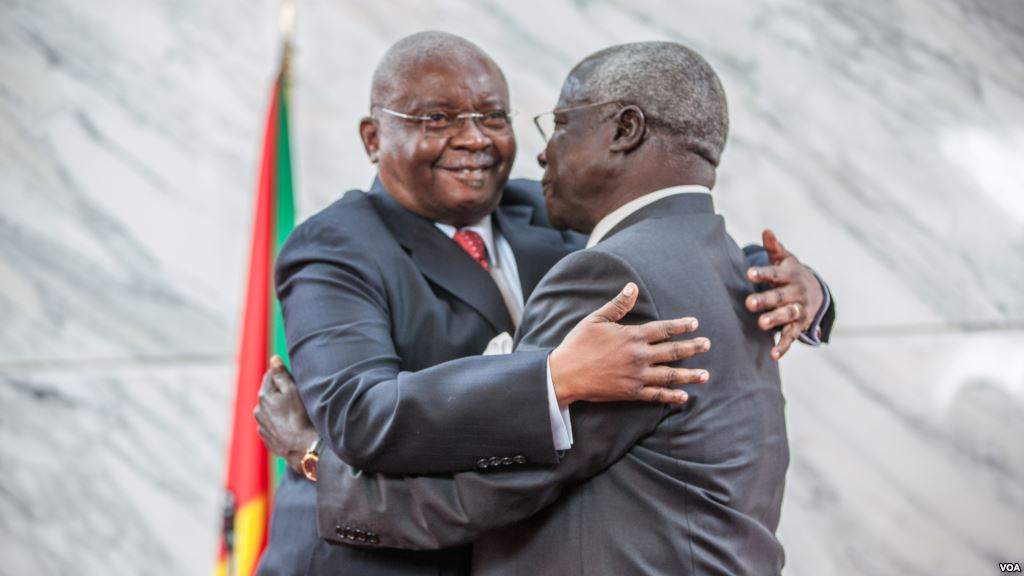
Afonso Dhlakama (à droite) ratifiant l'accord de paix de 2014 avec le président mozambicain Armando Guebuza

Le gouvernement et les rebelles de la RENAMO signent un cessez-le-feu le 25 août 2014. Cela fait suite à près d'un an de négociations et à la libération par le gouvernement de rebelles capturés au cours des combats la semaine précédente, entrée en vigueur à 22h00 le jour même. Simon Macuiane, le négociateur des rebelles, le qualifie de « pas important vers la réconciliation nationale [..] et une paix durable ». Le cessez-le-feu est considéré comme faisant partie d'une tentative plus large de ramener la paix dans le pays avant les élections prévues pour octobre 2014.
Le 5 septembre, le président mozambicain Armando Guebuza signe l'accord de paix avec l'ancien chef rebelle Afonso Dhlakama, sorti de deux ans de clandestinité pour signer l'accord dans la capitale, Maputo.
À la suite de l'accord de septembre 2014, des élections provinciales ont lieu le 15 octobre, mais leurs résultats déclenchent une nouvelle crise politique dans le pays - la RENAMO s'est d'abord moquée des résultats officiels des élections, alléguant que les résultats publiés par les commissions électorales provinciales étaient « falsifiés » et ne reflètent pas ce qui s'est réellement passé dans les bureaux de vote. Lors d'une conférence ultérieure à Beira, la Renamo a déclaré qu'elle avait remporté 139 sièges dans les sept provinces du nord et du centre, contre seulement 34 pour le parti au pouvoir, le FRELIMO, et 14 pour le Mouvement démocratique mozambicain. Il a ajouté qu'il n'accepterait aucun résultat qui ne concorde pas avec son propre décompte. Les résultats officiels des élections provinciales étaient complètement différents, entraînant une crise politique.

### Regain des tensions et affrontements (mars 2015 - mai 2018)
Début mars 2015, Gilles Cistac (en), un expert juridique franco-mozambicain est assassiné dans le centre de Maputo. Cistac avait auparavant approuvé une proposition de la RENAMO de créer des provinces semi-autonomes, une question sur laquelle le parti au pouvoir, le FRELIMO, été divisé. Après le meurtre, lors d'un rassemblement le 6 mars, le chef de la RENAMO, Afonso Dhlakama, accuse le FRELIMO d'avoir commis le meurtre et menace de contourner le débat parlementaire et de commencer à gouverner par la force les provinces autonomes qu'il revendique.
Le 14 juin 2015, les forces de Dhlakama perpètrent une embuscade contre des troupes mozambicaines, revendiquant la mort de 35 soldats gouvernementaux et mettant fin au cessez-le-feu. Selon le porte-parole du commandement général de la police mozambicaine, Pedro Cossa, seuls deux policiers ont été blessés dans l'embuscade, dont l'un est décédé sur le chemin de l'hôpital.
En décembre 2015, Dhlakama menace à nouveau de prendre le contrôle de six provinces du nord et du centre du pays en mars 2016 : Sofala, Tete, Niassa, Manica, Zambézie et Nampula.
Le 20 janvier 2016, le secrétaire général de la RENAMO, Manuel Bissopo, est blessé lors d'une fusillade au cours de laquelle son garde du corps est tué.
Le gouvernement mozambicain rouvre les pourparlers de paix avec la RENAMO en juillet 2016, pour les annuler à la suite de l'escalade de la violence et d'une impasse sur le statut des six provinces du nord et du centre, qui, selon Dhlakama, sont sous le contrôle de son parti. La RENAMO répond en intensifiant sa campagne de guérilla, ciblant les avant-postes de la police et les voies ferrées. Le trafic ferroviaire dans la province de Sofala été temporairement suspendu en raison des combats.
Le 12 août 2016, les rebelles de la RENAMO lancent une attaque majeure dans le district de Morrumbala, détruisant une clinique et libérant certains prisonniers détenus au poste de police local. Les forces de sécurité mozambicaines ripostent par des raids contre le siège du parti à Morrumbala et un camp de base présumé d'insurgés.
Le matin du 19 décembre 2016, six insurgés attaquent la prison d'Inhazonia dans le district de Bárue et y libèrent 48 prisonniers. La RENAMO attaque également une unité de santé au poste administratif de Honda, où ses forces ont volé des fournitures médicales.
Vers la fin décembre 2016, la RENAMO annonce qu'elle conclut une trêve avec le gouvernement du FRELIMO. Le 3 janvier 2017, Dhlakama déclare publiquement que la trêve est prolongée de deux mois supplémentaires. Cela a permis la réouverture des écoles et des routes fermées en raison de l'insurrection.
Le 4 mai 2017, Dhlakama annonce qu'il conclu un accord avec le gouvernement pour prolonger la trêve indéfiniment et que les forces de la milice RENAMO vont quitter les bâtiments gouvernementaux qu'elles occupent d'ici la fin juin.
Le 3 mai 2018, Afonso Dhlakama décède des suites d'une crise cardiaque. On ne sait pas si son plan de cessez-le-feu entrera en vigueur. En raison de la forte influence de Dhlakma, la RENAMO est remise en question sur une réformation en parti politique. Le mois suivant, le 14 juin 2018, Ossufo Momade, le chef par intérim de la RENAMO, entre dans la clandestinité.

### Traité de paix et dissidence de la RMJ (mai 2018 - décembre 2021)
Le 1er août 2019, le président Filipe Nyusi et le nouveau chef de la RENAMO, Ossufo Momade, signent l'accord de paix mettant fin à six ans de conflit. La signature de paix a lieu dans une base militaire éloignée de la RENAMO dans les montagnes de Gorongosa. Après la signature de l'accord, la plupart des combattants de la RENAMO rendent leurs armes. Momade déclare à l'Associated Press que « nous ne commettrons plus les erreurs du passé […]. Nous sommes pour une réintégration humaine et digne, et nous voulons que la communauté internationale contribue à en faire une réalité »  Nyusi et Momade signent un autre accord de paix sur la place de la paix de Maputo le 6 août 2019.
Cependant, certains partisans de la RENAMO étaient fortement en désaccord avec l'accord. Dirigée par le général Mariano Nhongo, ces partisans se regroupent en une faction s'opposant également à Momade et refusant de déposer les armes. Se faisant appeler la « Junte Militaire RENAMO » (RMJ), le groupe prétend compter 500 combattants et contrôler onze bases. La RMJ exige que le gouvernement mozambicain traite directement avec eux, en contournant Momade, et continue de lancer des attaques jusqu'à ce que cette demande soit satisfaite. Au cours des années suivantes, la RMJ continue à opérer dans les provinces de Sofala et de Manica, malgré la reddition de l'un de ses principaux dirigeants, Andre Matsangaissa Junior au gouvernement fin 2020. En février 2021, la plupart des combattants et commandants de la RMJ ont déposé les armes et ne sont plus en mesure de mener des attaques. Momade exhorte les quelques résistants restants de la RMJ (y compris Nhongo) à abandonner leurs cachettes dans la brousse et à rejoindre la faction principale de RENAMO en mars 2021. Début mai, des inconnus armés, soupçonnés d'être des partisans de la RMJ, tirent sur la résidence d'un chef de poste administratif Americo Nfumane à Capirizanje, dans le district de Moatize. Les agresseurs laissent sur place une lettre dénonçant Momade. La victime de l'attaque n'a pas été blessée. Fin mai, trois membres de la RMJ se rendent au gouvernement dans la province de Manica. Ils affirment que la RMJ subi des désertions massives, citant l'exemple de l'ancien fief du groupe dissident à Gorongosa (en), réduit à sept militants.
En juillet 2021, le chef de la RMJ, Mariano Nhongo, réaffirme qu'il est prêt pour des pourparlers de paix à condition d'exclure la faction principale de la RENAMO. Malgré la dissolution progressive de son groupe, il se vante « La junte militaire existe toujours, et elle existera toujours » . Début octobre, les forces gouvernementales découvrent et saisissent la cachette de Nhongo dans le hameau de Zove près d'Inhaminga (en) . Le 11 octobre, Mariano Nhongo est abattu lors d'un échange de tirs avec les forces de sécurité mozambicaines dans le district de Cheringoma. Selon Bernadino Rafael, commandant général de la police mozambicaine, les forces de Nhongo avaient attaqué une patrouille dans la brousse à Njovo. Il décède aux côtés de l'un de ses principaux lieutenants, Wulawucama. En décembre 2021, l'envoyé des Nations unies, Mirko Manzoni, déclare que les derniers combattants de la RMJ s'élève au nombre de 24 et ont rejoint le programme « Démobilisation, Désarmement et Réintégration » (DDR). Le groupe a déposé les armes à Murrupula, dans la province de Nampula.

## Réponse des Nations Unies
Selon le Haut-Commissariat des Nations Unies pour les réfugiés (HCR), jusqu'à 12 000 Mozambicains ont été contraints à l'exil à la suite de l'insurrection entre 2013 et 2016. Le HCR surveille actuellement les camps temporaires établis pour les réfugiés mozambicains au Malawi, bien qu'il ait pointé du doigt l'insuffisance des fonds et approvisionnements alimentaires comme des problèmes potentiellement graves.